# Tanta gloria, tanto fútbol
Tanta gloria, tanto fútbol (también conocida como Eran otros tiempos) es una canción argentina, que fue escrita por el cantautor Daniel Reschigna y grabada por el músico de rock argentino Julio Breshnev, líder de Vetamadre, especialmente para la publicidad de la cerveza Quilmes, dentro de la campaña realizada para la Copa Mundial de Fútbol de 2002, en Corea-Japón.
La interpretación le serviría más adelante, a otras hinchadas del fútbol local para corear sus propios cánticos.

## Interpretación y análisis

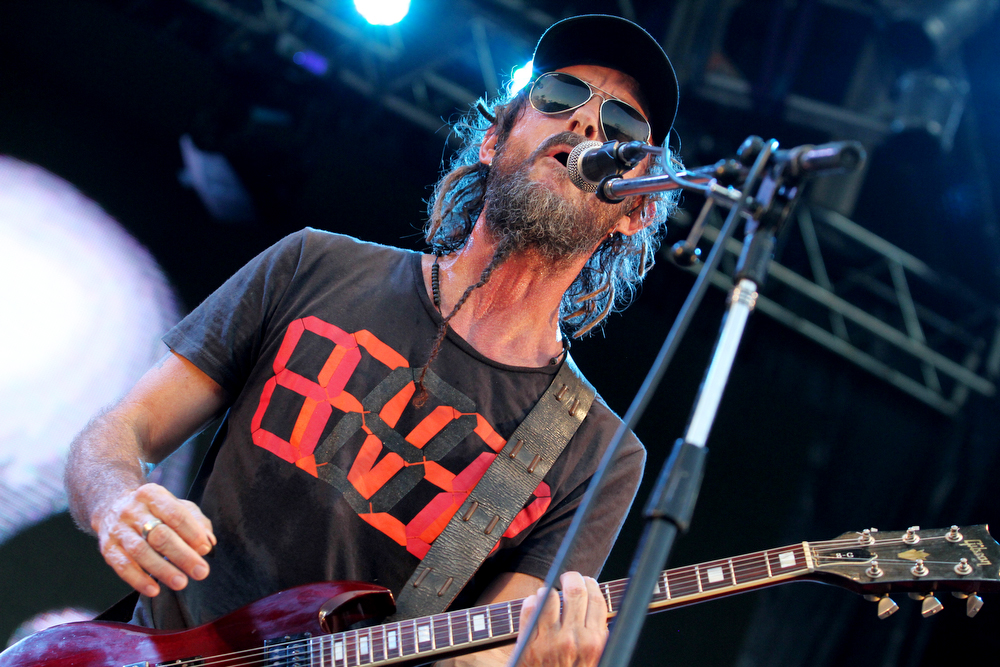
Julio Breshnev, intérprete de la canción.

La letra hace un resumen de la historia futbolística en Argentina, comenzando por los primeros años (posiblemente se refiere a las décadas de 1910, 1920 y 1930), para luego saltar con la segunda estrofa a la Copa Mundial de Fútbol de 1978, realizada en Argentina y donde la selección de fútbol de dicho país salió campeona por primera vez. 

Eran otros tiempos,

era otra la historia,

no había medallas, solo hambre de gloria.

Solo se jugaba

por la camiseta,

como en el potrero: taquito y gambeta.

Cuando dice "Con el Matador envuelto en banderas", se refiere al goleador argentino Mario Kempes (cuyo apodo es El Matador), quien disputó la edición de 1978.

Y vino la copa,

llegó la primera.

Con el Matador envuelto en banderas.

La gente alentaba

en cada partido,

hubo un papelito por cada latido.

La siguiente estrofa hace referencia a la Copa Mundial de Fútbol de 1986, nombrando a Diego Maradona, uno de los ídolos deportivos más importantes de todos los tiempos. 

Después vino el Diego,

y tocamos el cielo.

Nos trajo la copa cumpliendo su sueño.

Y cada garganta gritó en cada esquina:

"Es un sentimiento, ¡vamos Argentina!"

El resto de la canción alienta a los argentinos a mantenerse unidos y confiar en que es posible ganar por tercera vez el mayor logro del fútbol mundial.

Tanta gloria,

tanto fútbol.

Desplegado

por el mundo.

Y en cada gol

-goooooooooool-

la pasión y la emoción.

Sigamos gritando, sigamos creyendo.

Sigamos confiando que al fin ganaremos.

Es nuestra bandera la que defendemos,

Mostremoles al mundo que juntos podemos.

Tanta gloria,

tanto fútbol.

Desplegado

por el mundo.

Y en cada gol

-goooooooooool-

la pasión y la emoción.